# Yu Yangyi
Dans ce nom, le nom de famille, Yu, précède le nom personnel.
Yu Yangyi est un joueur d'échecs chinois né le 8 juin 1994 à Huangshi. Grand maître international depuis 2009 (à quinze ans), il a remporté le Championnat du monde junior de 2013, le Championnat de Chine en 2014 et 2020 et le Championnat d'Asie en 2014.
Il finit quatrième de la Coupe du monde d'échecs 2019.
Au 1er février 2017, il est le 23e joueur mondial et le no 2 chinois, avec un classement Elo de 2 738 points.

## Carrière

### Champion du monde junior

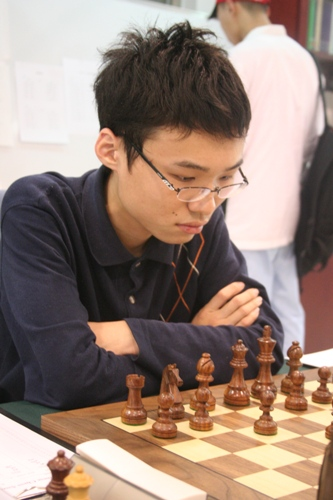
Yu Yangyi en 2009

En 2003, Yu Yangyi marqua 8,5 points sur 11 lors du championnat du monde d'échecs de la jeunesse (moins de dix ans) et finit deuxième ex æquo. En 2004, il marqua 9 points sur 11 et  finit premier ex æquo dans la même catégorie.
En 2007, Yu Yangyi finit deuxième du groupe C de l'open Aeroflot avec 7,5 points sur 9. L'année suivante, dans le groupe B de l'open Aeroflot, il finit troisième avec 7 points sur 9. La même année, il finit troisième de la coupe Dvokorvitch à Moscou.
En 2009, il obtint le titre de grand maître international, réalisant ses trois normes au championnat d'Asie d'échecs (troisième du tournoi adultes) 2009 (6 points sur 9), à l'open international de Subic (avec 6 points sur 9) et à l'open de Lishui en septembre 2009 où il finit deuxième derrière Le Quang Liem et atteignant le classement Elo nécessaire de 2 500 points le 1er juillet 2009.
En février 2011, à seize ans, il finit quatrième du tournoi principal de l'open Aeroflot, ex æquo avec Rustam Qosimjonov, Gata Kamsky et Ivan Cheparinov. Il remporte le tournoi de Danzhou en 2011 avec une performance Elo de 2 880
Il remporte le titre de champion du monde junior en 2013.

### Champion d'Asie et de Chine
En 2011 et 2012, il termina deuxième du championnat d'Asie d'échecs avant de remporter le titre de champion d'Asie en 2014.
En 2014, il remporta le championnat national chinois. 
En octobre 2014 et octobre 2015, il finit troisième du tournoi Millionaire Chess à Las Vegas.

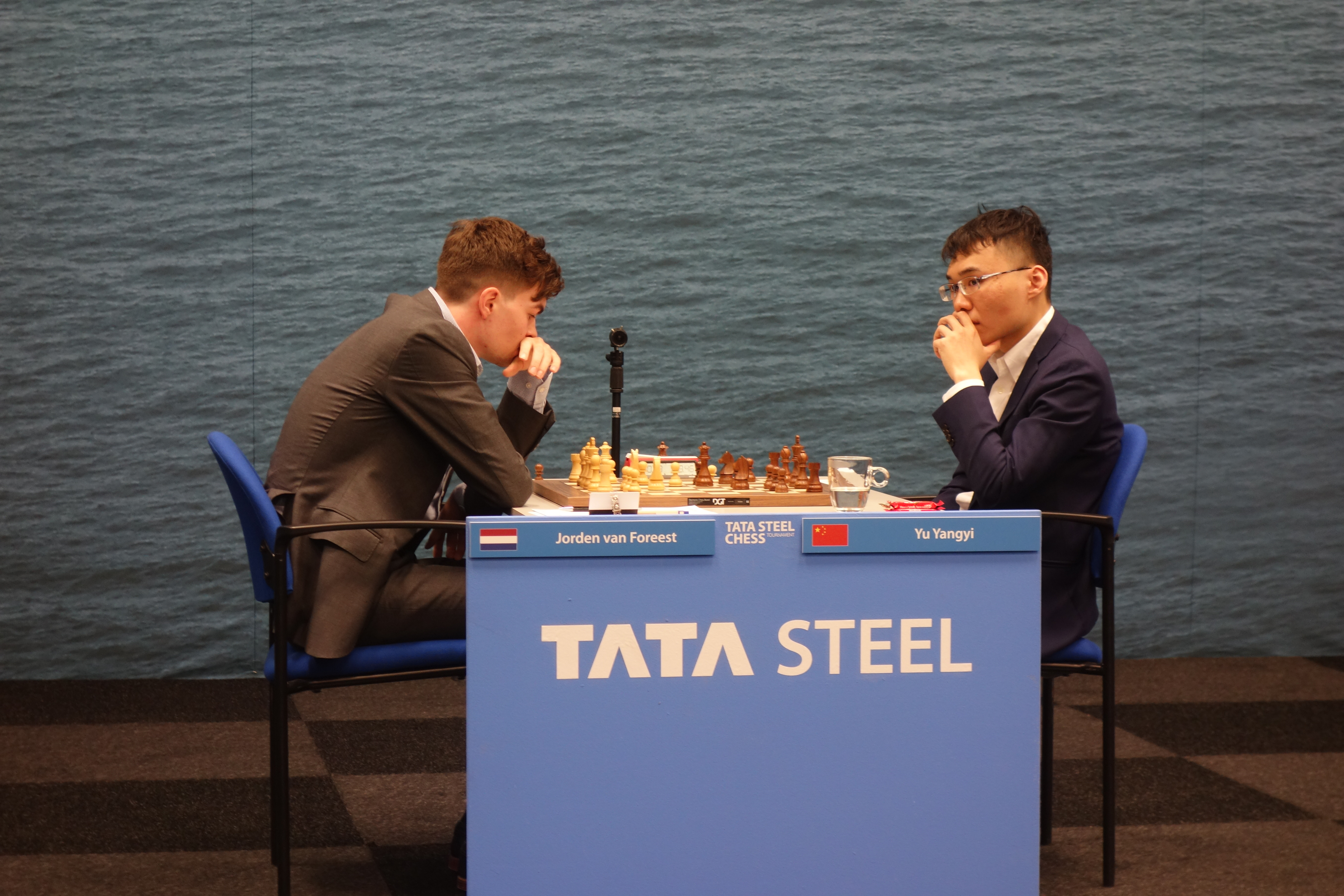
Yu Yangyi (à droite) au tournoi de Wijk aan Zee 2020.

En  décembre 2014, il remporte seul l'open du Qatar, après avoir battu les leaders provisoires aux deux dernières rondes Anish Giri à la huitième ronde avec les noirs et Vladimir Kramnik à la neuvième ronde avec les blancs. L'année suivante, en 2015, il  termina deuxième de l'open du Qatar, après un départage en blitz perdu contre le champion du monde Magnus Carlsen (0-2)  ce qui lui permit d'atteindre un classement Elo de 2 747 en janvier 2016.
Il remporte le mémorial Capablanca à La Havane en 2015.
En février 2017, il finit premier ex æquo du festival d'échecs de Gibraltar, à égalité avec Hikaru Nakamura et David Antón Guijarro  mais est battu lors des départages pour la première place par Nakamura.
En 2019, Yu Yangyi finit deuxième du tournoi Norway Chess, ex æquo avec Levon Aronian avec 10,5 points sur 18. Il remporte un deuxième titre de champion de Chine en décembre 2020.

### Coupes du monde
Yu Yangyi fut batu en demi-finale de la Coupe du monde d'échecs 2017 par Ding Liren. Il perdit le match de classement pour la troisième place face à Maxime Vachier-Lagrave.
| Année | Lieu            | Résultat                   | Ultimes adversaires                                    | Adversaires battus                                                                 |
| ----- | --------------- | -------------------------- | ------------------------------------------------------ | ---------------------------------------------------------------------------------- |
| 2009  | Khanty-Mansiïsk | troisième tour             | Maxime Vachier-Lagrave                                 | Sergueï Movsessian, Vugar Gashimov                                                 |
| 2011  | Khanty-Mansiïsk | premier tour               | Mircea Pârligras                                       |                                                                                    |
| 2013  | Tromsø          | deuxième tour              | Fabiano Caruana                                        | Aleksandr Beliavski                                                                |
| 2015  | Bakou           | troisième tour             | Sergueï Kariakine                                      | Viorel Iordăchescu, Igor Lyssy                                                     |
| 2017  | Tbilissi        | deuxième tour              | Baadur Jobava                                          | Amirreza Pourramezanali                                                            |
| 2019  | Khanty-Mansiïsk | quatrième (demi-finaliste) | Ding LirenMaxime Vachier-Lagrave (match de classement) | Ehsan Ghaem Maghami, Baskaran Adhiban, Wei Yi Ian Nepomniachtchi, Nikita Vitiougov |
| 2021  | Sotchi          | troisième tour             | Amin Tabatabaei                                        | Denis Kadrić                                                                       |
| 2023  | Bakou           | troisième tour             | Étienne Bacrot                                         | Temur Kuybokarov                                                                   |

### Compétitions par équipes
Yu Yangyi a représenté la Chine lors de quatre championnats du monde par équipes, remportant la médaille d'argent par équipes en 2011 et 2013 et la médaille d'or par équipes en 2015 et 2017, ainsi qu'une médaille d'argent individuelle en 2013 (il était échiquier de réserve) et une médaille d'or individuelle au deuxième échiquier en 2017.
En 2014, Yu Yangyi participa à l'Olympiade d'échecs de 2014 à Tromsø au troisième échiquier de l'équipe représentant la Chine qui remporte la médaille d'or. Il y gagna la médaille d'or du troisième échiquier. En 2016, à l'olympiade de Bakou, jouant toujours au troisième échiquier de l'équipe chinoise, il finit dixième joueur à son échiquier.